# 台南大油芒
台南大油芒（学名：Spodiopogon tainanensis）为禾本科大油芒属下的一个种。

## 扩展阅读
- 維基物種上的相關：台南大油芒